# Museu d'Història de Caldes de Montbui
L'Antic Hospital de Caldes de Montbui (Vallès Oriental) és un edifi protegit com a bé cultural d'interès local. Des de 1994 s'hi ha establert el Museu Thermàlia.

## Descripció
És un edifici entre mitgeres, originalment de planta baixa i dos pisos, al qual posteriorment es va afegir un tercer pis que s'integra bastant bé en el conjunt.
Antic hospital de Caldes, que funcionà també com a casa de banys en determinats moments. Posteriorment museu i seu de diferents activitats culturals. Antigament l'estructura era la tradicional de parets de càrrega amb bigues de fusta. Després de la reforma l'estructura és fonamentalment de murs i de portants i pilars. L'estructura que suporta la coberta està formada per unes magnífiques encavallades de fusta.
Teula aràbiga en dos vessants amb un ràfec bastant important amb coll de fusta. La façana principal té una composició simètrica (menys la petita capella) amb un eix de simetria central. L'edifici integra diferents elements arquitectònics corresponents a diferents èpoques en què s'ha reformat la construcció. El mur és arrebossat amb els elements singulars de pedra, elements gòtics que emmarquen les finestres i que provenen, alguns d'ells, de l'antic i desaparegut Hostal de Cal Ses (Cal Cés), al carrer de Vic, balconades del segle xviii, i una gran porta de grosses dovelles. La façana està partida per una petita cornisa que separa el pis superior de la resta de l'edifici. En aquest pis superior cinc finestres de forma ogival marquen una clara diferència estilística amb la resta dels elements, així com el tractament que és d'obra vista.
Cal destacar les arcades de mig punt possiblement gòtiques i d'una depurada tècnica que hi ha a l'interior.

## Història
L'edifici data del segle xiv, encara que Moreu-Rey creu que la fundació del primitiu hospital fou a principi del segle xiii. Entorn del 1329 es trobava en pèssimes condicions d'habitabilitat, per la qual cosa s'acorda de refer-ho i engrandir-ho aprofitant un solar expressament donat pel rei Alfons IV. Pocs anys després s'inicià la construcció d'un nou edifici, situat al costat de l'anterior, però més cap al portal de Santa Susanna. Les obres del nou hospital es prolongaren fins ben entrat el segle xv.
Al llarg de la història l'hospital ha tingut diferents noms: "Ospitalis xpi pauperum dicte vile" (1570), "Hospital de pobres" (1680), "Hospitlis pauperum Jesi Susanna" (1867) i "Hospital Civil" (1873-99).
L'hospital va estar en ús com a casa de banys, fins al 1979 quan va ser transformat en museu municipal d'arqueologia, paleontologia i de la pagesia.
Després de la restauració de l'edifici (1988) va prendre el nom de Museu d'Història i va ser seu de diferents activitats culturals. A les dependències de l'antic Hospital hi havia instal·lat el Museu Arqueològic, amb materials neolítics i iberoromans bàsicament, trobats en diverses excavacions dins el terme. El Museu Paleontològic, amb mostres de la rodalia i d'altres indrets del país; i el Museu de la Pagesia, que recull eines i objectes diversos donats per la pagesia de la localitat. En un futur s'hi van aplegar les obres de Manolo Hugué que estaven fins aleshores al Mas Manolo, residència de l'il·lustre artista i que recollia una magnífica col·lecció d'obres seves i d'altres importants artistes com Picasso, Llorenç Artigues Sisquella. L'arquitecte Josep M. Botey va realitzar la rehabilitació per ubicar-hi amb condicions el museu (1992-93).
Cal també esmentar les antigues banyeres que hi ha a la planta baixa, que provenen de l'antic hospital.